# Santa Margherita di Belice
Santa Margherita di Belice – miejscowość i gmina we Włoszech, w regionie Sycylia, w prowincji Agrigento.
Według danych na styczeń 2010 gminę zamieszkiwało 6657 osób przy gęstości zaludnienia 99,2 os./1 km².